# Mac Studio
Der Mac Studio ist ein kompakter Desktop-Computer von Apple Inc., der auf dem Apple-Event „Peek Performance“ am 8. März 2022 vorgestellt wurde. Im Mac-Produktspektrum ist er zwischen dem Mac Mini und dem Mac Pro angesiedelt.

## 1. Generation

### Spezifikationen
Der Mac Studio verfügt über ein von Apple selbst entwickeltes SoC. In der Basisversion wird der bereits aus dem MacBook Pro bekannte Apple M1 Max verbaut. Dieser verfügt über eine 10-Kern-CPU mit acht Performance-Kernen und zwei Effizienz-Kernen sowie über eine 24- oder 32-Kern-GPU und eine Neural Engine mit 16 Kernen. Dem SoC stehen 32 oder 64 Gigabyte gemeinsamer Arbeitsspeicher zur Verfügung. Optional kann der Mac Studio mit dem Apple M1 Ultra konfiguriert werden. Dieser besteht technisch aus zwei Apple M1 Max, die mittels UltraFusion verbunden sind. Folglich verdoppeln sich alle technischen Angaben des M1 Max. So besitzt der M1 Ultra eine 20-Kern-CPU, eine 48- oder 64-Kern-GPU, eine 32-kernige Neural Engine sowie 64 oder 128 Gigabyte gemeinsamen Arbeitsspeicher. Standardmäßig kommt der Mac Studio mit einer 512-Gigabyte-SSD, die sich auf bis zu 8 Terabyte konfigurieren lässt. Der Mac Studio verfügt auf seiner Rückseite über vier Thunderbolt-4-Anschlüsse, zwei USB-3.0-Anschlüsse, einen HDMI-2.0-Anschluss, einen 3,5-mm-Klinkenanschluss und einen 10-Gigabit-Ethernet-Anschluss. Auf der Vorderseite hat er zusätzlich zwei USB-C-Anschlüsse (M1 Max) bzw. Thunderbolt 4 (M1 Ultra) und einen SDXC-Kartensteckplatz. Er unterstützt die Standards Wi-Fi 6 und Bluetooth 5.0.

### Studio Display
Passend zum Mac Studio stellte Apple ebenfalls am 8. März 2022 einen neuen Monitor namens Studio Display vor. Er verfügt über ein 27-Zoll-5K-Retina-Display mit einer Auflösung von 5.120 × 2.880 Pixeln, unterstützt den Farbraum DCI-P3 und kann bis zu einer Milliarde Farben darstellen. Das Studio Display kann bis 600 Nits hell werden und verfügt optional über ein mattes Nanotexturglas. Ebenso sind eine 12-Megapixel-Kamera, sechs Lautsprecher und drei Mikrofone verbaut. Der Monitor kann mittels Thunderbolt-Kabel verbunden werden. Beim Studio Display kann man zwischen drei Befestigungsmöglichkeiten wählen: einem neigungsverstellbaren Standfuß, einem höhenverstellbaren Standfuß oder einer Halterung nach dem Standard VESA 100×100.

## 2. Generation
In der 2. Generation des Mac Studio wird der Apple M2 Max bzw. Ultra verbaut. Dieser verfügt über eine 12-Kern-CPU mit acht Performance-Kernen und vier Effizienz-Kernen sowie eine 30- oder 38-Kern-GPU und eine Neural Engine mit 16 Kernen. Die Speicherbandbreite beträgt 400 GB/s. Optional kann der Mac Studio mit dem Apple M2 Ultra konfiguriert werden. Dieser besteht technisch aus zwei Apple M2 Max, sodass sich die technischen Angaben verdoppeln. So besitzt der M2 Ultra eine 24-Kern-CPU mit 16 Performance- und 8 Effizienz-Kernen, eine 60- bzw. 76-Kern-GPU und eine Neural Engine mit 32 Kernen; die Speicherbandbreite beträgt 800 GB/s. Der LPDDR5-Arbeitsspeicher wird von SK Hynix hergestellt und lässt sich auf bis zu 96 GB mit dem M2 Max bzw. 192 GB mit dem M2 Ultra erweitern. Die Anschlüsse (USB, Thunderbolt, SDXC-Kartenstecker, HDMI, Ethernet und Klinke) sind identisch mit denen des Mac Studio der 1. Generation. In der 2. Generation werden WLAN 6E (802.11ax) und Bluetooth 5.3 unterstützt.

## 3. Generation
In der dritten Generation des Mac Studio wird der Apple M4 Max verwendet. Dieser verfügt über eine 14- oder 16-Kern-CPU sowie eine 32- oder 40-Kern-GPU und eine Neural Engine mit 16 Kernen. Die Speicherbandbreite beträgt 410 bzw. 546 GB/s. Alternativ kann der Mac Studio auch mit dem Apple M3 Ultra konfiguriert werden, der zwei M3 Max mittels UltraFusion verbindet. So besitzt der M3 Ultra eine 28- oder 32-Kern-CPU, eine 60- bzw. 80-Kern-GPU und eine Neural Engine mit 32 Kernen; die Speicherbandbreite beträgt 819 GB/s. Der Arbeitsspeicher lässt sich auf bis zu 128 GB mit dem M4 Max bzw. 512 GB mit dem M3 Ultra erweitern. Die Anschlüsse (Thunderbolt, USB, SDXC-Kartensteckplatz, 10-Gbit-Ethernet, HDMI und Klinke) entsprechen denen der früheren Generationen, es werden nun aber 4 (M4 Max) bzw. 6 (M3 Ultra) Thunderbolt-5-Anschlüsse verwendet, die bis zu 120 Gbit pro Sekunde übertragen sollen. Wie beim Modell von 2023 werden WLAN 6E (802.11ax) und Bluetooth 5.3 unterstützt.